# Fernando Nobre
Fernando José de La Viter Ribeiro Nobre GOM (né à Luanda en 1951) est un médecin et homme politique portugais.

## Biographie

### Médecin
Après avoir vécu en Angola, jusqu'en 1964, puis en République démocratique du Congo, jusqu'en 1967, il s'installe en Belgique où il obtient son diplôme de médecine, dans l'Université libre de Bruxelles. Il devient administrateur de Médecins sans frontières (MSF) en Belgique et fonde Assistência Médica Internacional (AMI), une ONG portugaise dont il est le président.

### Politique
Mandataire du Bloc de gauche (BE) aux élections législatives anticipées du 20 février 2005, il se présente en tant qu'indépendant à l'élection présidentielle du 23 janvier 2011, où il recueille 14,1 % des suffrages, se classant troisième. Le 5 avril suivant, Pedro Passos Coelho annonce qu'il sera tête de liste du Parti social-démocrate (PPD/PSD) dans le district de Lisbonne aux élections législatives anticipées du 5 juin, et qu'en cas de victoire il deviendra président de l'Assemblée de la République.
Toutefois, le PPD/PSD ne remporte que la majorité relative, et n'obtient l'appui d'aucun autre groupe parlementaire pour la candidature de Nobre. Celui-ci se présente malgré tout, mais échoue aux deux premiers tours de scrutin. Il retire alors sa candidature, tout en conservant son siège de parlementaire, au profit d'Assunção Esteves, qui est élue avec plus de 180 voix le 21 juin 2011. Il finit par démissionner de l'Assemblée, le 4 juillet suivant.

## Distinctions
- Grand officier de l'ordre du Mérite du Portugal